# Diospyros papuana
Diospyros papuana là một loài thực vật có hoa trong họ Thị. Loài này được Valeton ex Bakh. mô tả khoa học đầu tiên năm 1933.